# Craig Bryson
Craig James Bryson (ur. 6 listopada 1986 w Rutherglen) – szkocki piłkarz występujący na pozycji pomocnika. Zawodnik klubu Derby County.

## Kariera klubowa
Bryson zawodową karierę rozpoczynał w 2003 roku w zespole Clyde ze Scottish First Division. Jeszcze przed debiutem w jego barwach, w sezonie 2003/2004 był wypożyczony do ekipy EK Thistle. Potem wrócił do Clyde. W jego barwach zadebiutował 14 sierpnia 2004 roku w wygranym 3:2 pojedynku z Raith Rovers, w którym strzelił także gola. W Clyde od czasu debiutu był podstawowym graczem. Przez 3 lata rozegrał tam 92 spotkania i zdobył 8 bramek.
W 2007 roku Bryson odszedł do klubu Kilmarnock ze Scottish Premier League. W tych rozgrywkach zadebiutował 22 września 2007 roku w zremisowanym 0:0 spotkaniu z St. Mirren. 24 lutego 2008 roku w wygranym 3:1 meczu z Aberdeen strzelił pierwszego gola w Scottish Premier League.
W 2011 roku przeszedł na zasadzie wolnego transferu do Derby County.

## Kariera reprezentacyjna
Bryson jest byłym reprezentantem U-21. W pierwszej reprezentacji Szkocji zadebiutował 16 listopada 2010 roku w wygranym 3:0 towarzyskim meczu z Wyspami Owczymi.